# Canzone di massa
La canzone di massa (in russo ма́ссовая пе́сня, translitterato massovaja pesnja) è stato un genere della musica sovietica molto diffuso in tutta l'Unione. Una canzone di massa era scritta da compositori professionisti o dilettanti per solisti o cori e ideale soprattutto per le masse.
La canzone di massa sovietica è rappresentativa del realismo socialista nell'arte e di una parte importante della propaganda sovietica. L'Enciclopedia musicale sovietica afferma che quelle canzoni costituivano "dei potenti mezzi di organizzazione ed educazione delle masse".
Secondo l'Enciclopedia musicale, durante gli anni venti-cinquanta il termine veniva usato per definire la maggior parte delle canzoni scritte dai compositori sovietici ma, con l'imposizione del termine "canzone sovietica", si ridusse al genere dei canti corali senza accompagnamento e con testi basati su tematiche sociopolitiche, di solito eseguiti durante vari incontri sovietici come raduni, dimostrazioni e riunioni. Alcune canzoni di altri generi sovietici, "Estradnaja pesnja" (canzone da palco)  e "Bytovaja pesnja"(canzone di tutti i giorni), possono essere considerate anche come canzoni di massa in base alla loro importanza sociale.

## Caratteristiche
Le caratteristiche musicali di una canzone di massa includono la facile comprensione e l'esecuzione da parte di "masse" non professioniste. Il testo è tipicamente un'alternanza di quartine e ritornelli in una forma musicale non sofisticata che impiega soprattutto il registro vocale. Queste canzoni trattano tipicamente di personaggi ottimistici o eroici e sono scritte nella forma di una marcia.
Un gran numero di canzoni di massa è stato utilizzato nelle colonne sonore di molti film popolari del cinema sovietico.

## Storia
Il concetto di "canzone di massa" è stato introdotto dai membri dell'unione dei giovani compositori del Prokoll (Collettivo di produzione studentesco del Conservatorio di Mosca).